# Чернуха (приток Лойки)
Чернуха — река в России, протекает по Молоковскому району Тверской области. Течёт на запад. Устье реки находится в 13 км по левому берегу реки Лойка. Длина реки составляет 10 км.
На левом берегу реки стоит деревня Каменка Делединского сельского поселения.

## Данные водного реестра
По данным государственного водного реестра России относится к Верхневолжскому бассейновому округу, водохозяйственный участок реки — Молога от истока и до устья, речной подбассейн реки — Реки бассейна Рыбинского водохранилища. Речной бассейн реки — (Верхняя) Волга до Куйбышевского водохранилища (без бассейна Оки).
Код объекта в государственном водном реестре — 08010200112110000005613.

## Топографические карты
- Лист карты O-37-63. Масштаб: 1 : 100 000. Состояние местности на 1981 год. Издание 1986 г.
- Лист карты O-37-62 Молоково. Масштаб: 1 : 100 000. Состояние местности на 1984 год. Издание 1989 г.